# Kättilstorp
Kättilstorp is een plaats in de gemeente Falköping in het landschap Västergötland en de provincie Västra Götalands län in Zweden. De plaats heeft 260 inwoners (2005) en een oppervlakte van 45 hectare.